# Rumney (New Hampshire)
Rumney ist der Name einer Town im Grafton County des US-Bundesstaates New Hampshire in Neuengland. Das U.S. Census Bureau hat bei der Volkszählung 2020 eine Einwohnerzahl von 1.498 ermittelt. Gouverneur Benning Wentworth, der die Landzuteilung bewilligte, vergab den Namen nach Robert Marsham, dem 2. Baron Romney (sic). Da die Vertragsbedingungen nicht hinreichend erfüllt worden waren, wurde 1767 eine neue Siedlungskonzession an andere Interessenten erteilt.

## Geographie

### Lage
Rumney liegt im Westen der Seenregion New Hampshires südlich der White Mountains zwischen Pemigewasset und Baker River. Es hat eine Fläche von insgesamt 108,2 km², 106,7 km² davon sind Landfläche.

### Gemeindegliederung
Orte sind West Rumney, Rumney Depot, Quincy und Stinson Lake.

### Nachbargemeinden
Ellsworth nördlich, Campton im Osten, Plymouth im Südosten, Groton im Süden sowie Wentworth im Westen.

### Gewässer
Rumney liegt am Baker River, der durch den Süden der Gemeinde in west-östlicher Richtung verläuft. In diesen mündet bei Rumney Depot von rechts der Stinson Brook, der den gleichnamigen See entwässert, und von links Halls und Clark’s Brook aus Groton. Der Stinson Lake wird vom Sucker Brook gespeist, der durch Ellsworth aus Warren kommt. Der Loon Lake bei Quincy liegt zum Teil in Rumney, zum Teil in Plymouth.

## Geschichte
Die Geschichte von Rumney begann bereits vor der Landvergabe und dem Siedlungsbeginn mit einem Jagdzug von einigen europäischstämmigen Siedlern aus dem Süden, die im Jahre 1752 in der Gegend von Rumney waren, unter ihnen General John Stark. Bei einem Überfall durch Eingeborene wurden zwei von ihnen gefangen genommen und einer, ein Mann aus Londonderry namens Stinson, getötet. Nach diesem Stinson heißen heute noch See, Bach und Berg. 1761 wurde die Siedlungskonzession zum ersten Mal vergeben. Zur Erfüllung der Vertragsbedingungen hatten die Eigentümer fünf Jahre Zeit. Die ersten Siedler kamen 1765, doch die erzielten Erfolge genügten nicht, um den Vertrag zu erfüllen. Am 18. März 1767 wurde eine neue Bewilligung ausgestellt. Die Grenzen des Gebietes waren die gleichen wie zuvor, dennoch kam es zu Unstimmigkeiten mit anderen Gemeinden, die 1780 vom General Court of New Hampshire entschieden wurden.
Das Land, das die frühen Siedler vorfanden, war hügelig, mit einigen höheren Erhebungen, und fruchtbar, besonders entlang des Baker River. Nach den Schwierigkeiten des ersten Siedlungsversuches wuchs die Gemeinde. Am 1. Juni 1767 fand die erste Siedlerversammlung in Rumney statt, und 1773 zählte man 192 Einwohner. Es gab in Rumney Schwierigkeiten unter den Siedlern, da einer der ersten fünf Siedler den größten Teil des Grundbesitzes an sich gebracht, damit infolge der geltenden Gesetze entsprechendes Stimmrecht in der Gemeindeversammlung hatte und so nach Gutdünken die Entscheidungen der Versammlung für sich entscheiden konnte. Gegen die damit einhergehende Vernachlässigung und das Verschwinden bewilligter Gelder, darunter auch die Entsoldung für den Geistlichen, wehrten sich neunzehn andere Siedler in den Jahren 1770 und 1771 mit Petitionen an die Staatsversammlung. Ein Vermittlungsversuch mit neutralen Vermittlern schlug fehl, da der betreffende Siedler die Gemeinde bei dem Verfahren vertrat. Diese unternahm weiterhin Schritte, um die Angelegenheit der Bezahlung des Predigers zu klären, aber zu einer endgültigen Lösung kam es erst, als der betreffende Siedler die Stadt verließ. 1776 beauftragte die Gemeinde zwei Einwohner damit, Waffen und Munition zu besorgen, um Leben, Freiheit und Besitz verteidigen zu können.
Der erste Geistliche, ein Kongregationalist, wurde von den Eigentümern am 21. Oktober 1767 eingesetzt. Trotz der Schwierigkeiten mit seiner Bezahlung blieb er für gut zwanzig Jahre in Rumney. Kurz vor 1780 zahlten ihm die Eigentümer 500 Pfund als Entlohnung und für erlittene Schäden. Diese Kirchengemeinde hörte noch im 18. Jahrhundert auf zu existieren. 1780 wurde eine baptistische Gemeinde gegründet. Diese gehörte bis 1789 zur Woodstock-Association, danach wurde eine Vereinigung baptistischer Gemeinden mit Sitz in Meredith gegründet. Zu dieser gehörten neben diesem und Rumney Sandwich und Holderness. Die Gottesdienste wurden in Privathäusern und Scheunen abgehalten, bis gegen 1795 eine erste Kirche gebaut wurde. Der Bau wurde von Town und Einwohnern unabhängig ihrer religiösen Überzeugung bezahlt und diente nicht nur religiösen Zwecken, sondern auch als Versammlungshaus der Town. Ein öffentlich bestallter Prediger diente 1799 sowohl Baptisten wie Congregationalisten. Innerhalb der baptistischen Kirchengemeinde kam es in den Jahrzehnten danach zu Spannungen. Zeitweilig bildeten sich kleinere Gemeinden, die eine Zeit unabhängig bestanden, und es gab auch nicht immer einen ordentlich bestallten Priester. 1838 wurde eine neue Kirche gebaut. 1884 lösten sich die bestehenden beiden Gemeinden selbst auf und bildeten erneut die Rumney Baptist Church. 1834 bildete sich in West Rumney eine Universalistengemeinde, die eine eigene Kirche baute, und 1856 in Rumney Village eine Methodistisch-Episkopale Gemeinde, die zusammen mit den Universalisten eine weitere Kirche baute.
1851 wurde die Bahnstrecke Concord–Wells River bis Warren, oberhalb von Rumney am Baker River, eröffnet. Damit vereinfachte sich die Anreise zur Sommerfrische, und für Rumney vereinfachte sich der Zugang zu den Absatzmärkten im Süden des Staates und dem Rest des Landes. Zwei Jahre darauf wurde die Strecke bis Wells River fertiggestellt und durchgehender Zugverkehr möglich. Es fuhren  wenige Fernverkehrszüge auf dieser Strecke.
1859 war Rumney in elf Schulbezirke unterteilt. Es gab zwei Dörfer, Rumney und West Rumney, jedes mit eigenem Postamt und Bahnhof, drei Kirchen – je eine der Baptisten, der Universalisten und eine unionierte – sowie eine Gerberei, eine Leiterfabrik und fünfzehn Sägemühlen. 1875 waren davon noch zehn Schulbezirke übrig, in denen durchschnittlich zwölf Wochen im Jahr unterrichtet wurde, und in Rumney Village gab es mehrere Läden, ein Hotel, das Stinson House, das im Jahr etwa 3000 Gäste hatte, Versand- und Telegrafenbüro sowie mehrere Fabriken, unter anderem eine Campherfabrik. Haupteinnahmequelle der Bevölkerung war die Land- sowie die Holzwirtschaft, aus deren Ernte Sägeholz und Schindeln gesägt und gehobelt wurden. Weitere Produkte waren Handschuhe, Rechen, und Mehl.
Aus Rumney zogen 70 Mann in den Sezessionskrieg, von denen zehn starben. 1885 gab es in Rumney vier Postämter, je eines in Rumney Village, Rumney Depot, West Rumney und Quincy, letzteres ein kleines Postdorf mit Bahnhof, das nach dem Juristen Josiah Quincy benannt wurde. In Rumney Village gab es daneben drei Kirchen, ein großes Hotel, eine Eislaufbahn, zwei Läden, Korn- und Sägemühle und Schmieden, zwei Betriebe, die Granit verarbeiteten, einen Hersteller von Pferde- und anderen Geschirren, und Fabriken, die Leitern und Krücken herstellten. Eine weitere Fabrik für Kisten und ähnliches stand in Rumney Depot, in dessen Nähe sich auch die Kampferraffinerie fand. West Rumney hatte eine vierte Kirche und einen eigenen Laden.
1954 wurde der Verkehr auf der Bahnstrecke in dem Abschnitt, an dem Rumney liegt, eingestellt. In der Folge wurde die Trasse zwischen Rumney Depot und West Rumney für den Bau einer Straße genutzt.

### Einwohnerentwicklung
| Volkszählungsergebnisse – Rumney, New Hampshire | Volkszählungsergebnisse – Rumney, New Hampshire | Volkszählungsergebnisse – Rumney, New Hampshire | Volkszählungsergebnisse – Rumney, New Hampshire | Volkszählungsergebnisse – Rumney, New Hampshire | Volkszählungsergebnisse – Rumney, New Hampshire | Volkszählungsergebnisse – Rumney, New Hampshire | Volkszählungsergebnisse – Rumney, New Hampshire | Volkszählungsergebnisse – Rumney, New Hampshire | Volkszählungsergebnisse – Rumney, New Hampshire | Volkszählungsergebnisse – Rumney, New Hampshire |
| Jahr                                            | 1773                                            | 1775                                            | 1783                                            | 1786                                            | 1790                                            | 1800                                            | 1810                                            | 1820                                            | 1830                                            | 1840                                            |
| ----------------------------------------------- | ----------------------------------------------- | ----------------------------------------------- | ----------------------------------------------- | ----------------------------------------------- | ----------------------------------------------- | ----------------------------------------------- | ----------------------------------------------- | ----------------------------------------------- | ----------------------------------------------- | ----------------------------------------------- |
| Einwohner                                       | 192                                             | 237                                             | 319                                             | 359                                             | 411                                             | 624                                             | 765                                             | 864                                             | 993                                             | 1110                                            |
| Jahr                                            | 1850                                            | 1860                                            | 1870                                            | 1880                                            | 1890                                            | 1900                                            | 1910                                            | 1920                                            | 1930                                            | 1940                                            |
| Einwohner                                       | 1109                                            | 1103                                            | 1165                                            | 1050                                            | 947                                             | 837                                             | 850                                             | 911                                             | 858                                             | 861                                             |
| Jahr                                            | 1950                                            | 1960                                            | 1970                                            | 1980                                            | 1990                                            | 2000                                            | 2010                                            | 2020                                            | 2030                                            | 2040                                            |
| Einwohner                                       | 859                                             | 820                                             | 870                                             | 1212                                            | 1447                                            | 1479                                            | 1480                                            | 1498                                            |                                                 |                                                 |

## Sehenswürdigkeiten
Die Polar Caves sind eine Ansammlung von Gletschergeschiebe, in dessen Spalten und Höhlungen Wege zur Besichtigung angelegt wurden. Am Rattlesnake Mountain gibt es Felsenkletterrouten. An der Stinson Lake Road nördlich von Rumney Depot ist das Wohnhaus von Mary Baker Eddy zu besichtigen (siehe unter Persönlichkeiten).

## Infrastruktur und Gemeindeeinrichtungen
Feuerwehr und medizinischer Notdienst werden mit Freiwilligen unterhalten, die Polizei von Rumney von Teil- und Vollzeitkräften. Das nächstgelegene Krankenhaus ist das Speare Memorial Hospital in Plymouth. Rumney betreibt eine Schule, Kindergarten bis zur 8. Klasse, die weiterführenden Schulen gehören zum Pemi-Baker Schulverbund (neben Rumney Ashland, Campton, Holderness, Plymouth, Thornton, Wentworth). Die Byron G. Merrill Library ist öffentlich. Wasserver- sowie Abwasserentsorgung erfolgen privat mittels Brunnen und Tanks, eine gemeindeeigene Abwasserentsorgung gibt es nicht, ebenso wie eine Müllabfuhr. Die Teilnahme am Recycling ist obligatorisch.

### Verkehr
In Rumney verläuft die New Hampshire State Route NH-25 in Ost-West-Richtung entlang des Baker River und teilweise auf der Trasse der ehemaligen Eisenbahnstrecke. Die Stinson Lake Road führt am See vorbei in einem Bogen nach Osten und triff in Campton auf die US-3. Eine Anschlussstelle an den I-93 ist etwa 13 Kilometer entfernt. Der Plymouth Municipal Airport hat eine Graslandebahn, die nächstgelegene Asphaltpiste hat der ebenfalls nur für kleinere Flugzeuge geeignete Newfound Valley Airport in Bristol. Der nächstgelegene Flughafen ist der Lebanon Municipal Airport in Lebanon.

## Persönlichkeiten
- Robert Burns (1792–1866), Politiker
- Nathan Clifford (1803–1881), Jurist und Politiker
- Florentine Ariosto Jones (1841–1916), Gründer der International Watch Company, geboren in Rumney
- Mary Baker Eddy (1821–1910), Religionsbegründerin, lebte zeitweise in Rumney